# جون ي. تي سميث
جون ي. تي سميث (بالإنجليزية: John Y. T. Smith) هو شخصية أعمال أمريكي، ولد في 16 سبتمبر 1831 في بوفالو في الولايات المتحدة، وتوفي في 15 يوليو 1903.